# Sloughi
Sloughi[Nota], oriunda de Marrocos, é uma raça surgida no norte da África, embora seus ancestrais tenham chegado com tribos árabes nômades há mais de mil anos. Caçador, sua pelagem cor de areia dava-lhe camuflagem durante as perseguições a lebres, antílopes e fenecos nos desertos. Além de animal de trabalho, era também tratado quase como um membro da família, enquanto cão de companhia. Vigoroso, requer muito exercício. De adestrtamento considerado mediano, é visto como silencioso e respeitável, embora um pouco nervoso e agressivo com estranhos.